# Mistrovství světa v judu 1979
X. mistrovství světa se konalo v Stade Pierre de Coubertin v Paříži ve dnech 6.-9. prosince 1979.

## Program
- ČTV – 06.12.1979 – těžká váha (+95 kg)
- ČTV – 06.12.1979 – polotěžká váha (−95 kg)
- PAT – 07.12.1979 – střední váha (−86 kg)
- PAT – 07.12.1979 – polostřední váha (−78 kg)
- SOB – 08.12.1979 – lehká váha (−71 kg)
- SOB – 08.12.1979 – pololehká váha (−65 kg)
- NED – 09.12.1979 – supelehká váha (−60 kg)
- NED – 09.12.1979 – bez rozdílu vah

## Výsledky
| Kategorie | Podrobně | Zlato                       | Stříbro                    | Bronz                  | Bronz                     |
| --------- | -------- | --------------------------- | -------------------------- | ---------------------- | ------------------------- |
| −60 kg    | podrobně | Thierry Rey (FRA)           | Kwak U-čong (KOR)          | Felice Mariani (ITA)   | Jasuhiko Moriwaki (JPN)   |
| −65 kg    | podrobně | Nikolaj Soloduchin (URS)RUS | Yves Delvingt (FRA)        | Janusz Pawłowski (POL) | Kjosuke Sahara (JPN)      |
| −71 kg    | podrobně | Kijoto Kacuki (JPN)         | Ezio Gamba (ITA)           | Neil Adams (GBR)       | Tamaz Namgalauri (URS)GEO |
| −78 kg    | podrobně | Šózó Fudžii (JPN)           | Bernard Tchoullouyan (FRA) | Harald Heinke (GDR)    | Pak Jong-čchol (KOR)      |
| −86 kg    | podrobně | Detlef Ultsch (GDR)         | Michel Sanchis (FRA)       | Masao Takahaši (JPN)   | Wálter Carmona (BRA)      |
| −95 kg    | podrobně | Tengiz Chubuluri (URS)GEO   | Robert Van de Walle (BEL)  | Henk Numan (NED)       | Günther Neureuther (FRG)  |
| +95 kg    | podrobně | Jasuhiro Jamašita (JPN)     | Jean-Luc Rougé (FRA)       | Imre Varga (HUN)       | Čo Če-ki (KOR)            |